# Alberto Etcheverry
Alberto Etcheverry (* 29. Juni 1933 in Buenos Aires; † 28. August 2014 in Guanajuato, Mexiko), auch bekannt unter seinem Spitznamen „Tito“, war ein argentinischer Fußballspieler auf der Position des Stürmers, der am Ende seiner aktiven Karriere als Spielertrainer und anschließend auch als Trainer agierte.

## Leben
Der gebürtige Argentinier spielte zunächst für die Boca Juniors, mit dem er 1954 die argentinische Meisterschaft gewann, und anschließend für die Chacarita Juniors, bevor er vom mexikanischen Erstligisten León verpflichtet wurde. Anschließend wechselte er ausgerechnet zu dessen Erzrivalen Irapuato. Einen bleibenden Namen schuf Etcheverry sich in Mexiko durch den Gewinn der Torjägerkanone in der Saison 1963/64. Denn damit war er zugleich der erste Spieler in Reihen der 1962 in die Primera División aufgestiegenen UNAM Pumas, dem diese Auszeichnung zuteilwurde. Innerhalb der mexikanischen Hauptstadt wechselte er anschließend zu Atlante, bevor es ihn 1966 für mehrere Jahre in den Norden des Landes verzog, wo er zunächst von 1966 bis 1969 als Spielertrainer bei den Jabatos de Nuevo León und anschließend in den Spielzeiten México 1970 und 1970/71 als Trainer beim großen Nachbarn CF Monterrey unter Vertrag stand.
Später arbeitete Etcheverry als Trainer im Nachwuchsbereich seines Exvereins UNAM Pumas, bevor er in León sesshaft wurde, wo er zuletzt im Vorstand seines Exvereins Club León tätig war.

## Erfolge
- Argentinischer Meister: 1954
- Torschützenkönig der mexikanischen Primera División: 1963/64